# Chapelle de la Sorbonne
Pour les autres utilisations du mot Sorbonne, voir Sorbonne (homonymie).
La chapelle Sainte-Ursule de la Sorbonne, ou plus simplement chapelle de la Sorbonne, est un édifice religieux enclavé dans le complexe monumental de la Sorbonne, dans le Quartier latin dans le 5e arrondissement de Paris.
Elle constitue la chapelle privée du collège de Sorbonne jusqu'au XVIIIe siècle puis des facultés universitaires de Paris au XIXe siècle. La chapelle actuelle est reconstruite au XVIIe siècle par le cardinal de Richelieu, qui y est inhumé.

## Historique

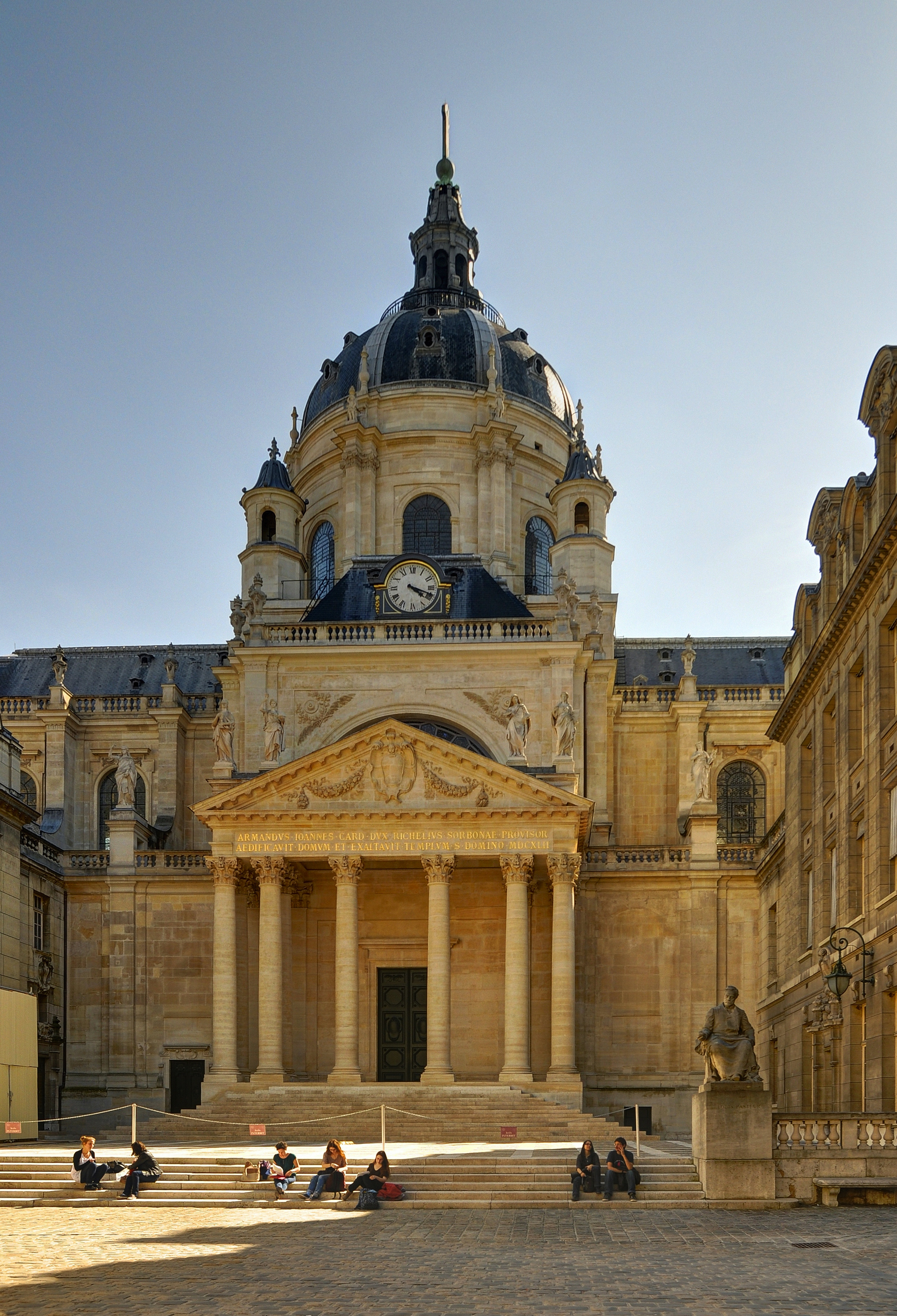
Vue depuis la cour d'honneur de la Sorbonne.

Dès le Moyen Âge, le collège de Sorbonne est doté d'une chapelle pour recevoir les dévotions des étudiants. L'édifice gothique est construit en croix latine, dont on voit encore le tracé dans la cour d'honneur. Les fondations de cette chapelle consacrée en 1326 ont été retrouvées lors de la reconstruction de la Sorbonne en 1897. La dédicace est fêtée le 21 octobre, fête de sainte Ursule et des Onze mille vierges, titulaires de l'édifice.
Lorsqu'en 1622 le cardinal de Richelieu devient proviseur du collège de Sorbonne, ce dernier n'est qu'un ensemble de bâtiments disparates et délabrés, groupés autour de la première chapelle. Dès 1626, le cardinal charge Jacques Lemercier de reconstruire l'ensemble dans un style classique. Le cardinal prévoyant dès le début d'intégrer son propre mausolée à la chapelle, celle-ci fait l'objet d'une grande attention. Mais, avec l'ascension rapide de Richelieu pendant ces mêmes années, le projet évolue. La chapelle d'origine, qui devait être conservée dans le projet de 1626 pour servir de séparation entre deux cours symétriques, est finalement rasée.
Une nouvelle chapelle doit être édifiée à l'emplacement du collège de Calvy, dégageant une vaste cour pour une Sorbonne agrandie. Ces évolutions dans les plans de l'architecte se répercutent sur la chronologie des constructions : les travaux sur le collège débutent en 1627, mais c'est seulement en 1635 que Richelieu vient poser la première pierre de la chapelle. Après la journée des Dupes, le projet prend encore de l'ampleur. Elle n'est achevée que l'année de la mort du cardinal, en 1642, dont les funérailles se déroulent dans un décor de travaux.

## Architecture

### Conception générale
Le projet de Jacques Lemercier est dans la continuité des réflexions architecturales de la Renaissance et de l'époque baroque sur le problème du plan des églises. Il s'organise en effet autour d'une nef de type basilical, mais intègre des éléments de plan centré : le transept n'est pas déporté vers le chœur comme dans le plan classique en croix latine, mais le coupe en son milieu. Les volumes se répartissent ainsi de façon symétrique qu'on entre par le parvis ou la cour de la Sorbonne. La croisée des deux axes est surmontée d'une double coupole sur un tambour à huit fenêtres. Deux autels font face aux deux entrées : le maître-autel se trouve au fond du chœur tandis qu'un autel monumental, dédié au cardinal, fait face au porche situé dans la cour du collège. Sur les côtés se trouvent quatre chapelles.

Gravures extraites de L'Architecture française de Jean Marot (1686)
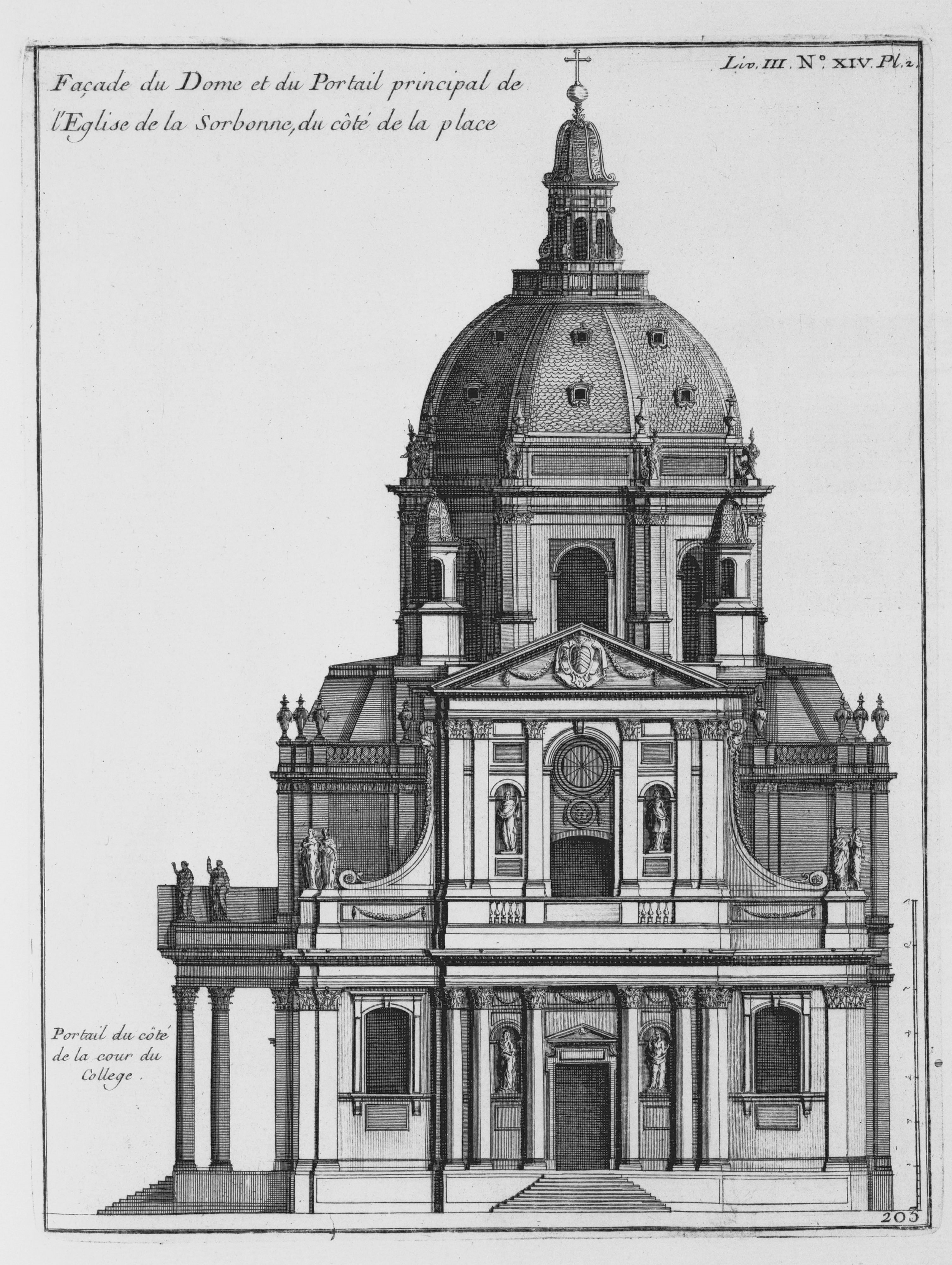
Élévation de la façade.
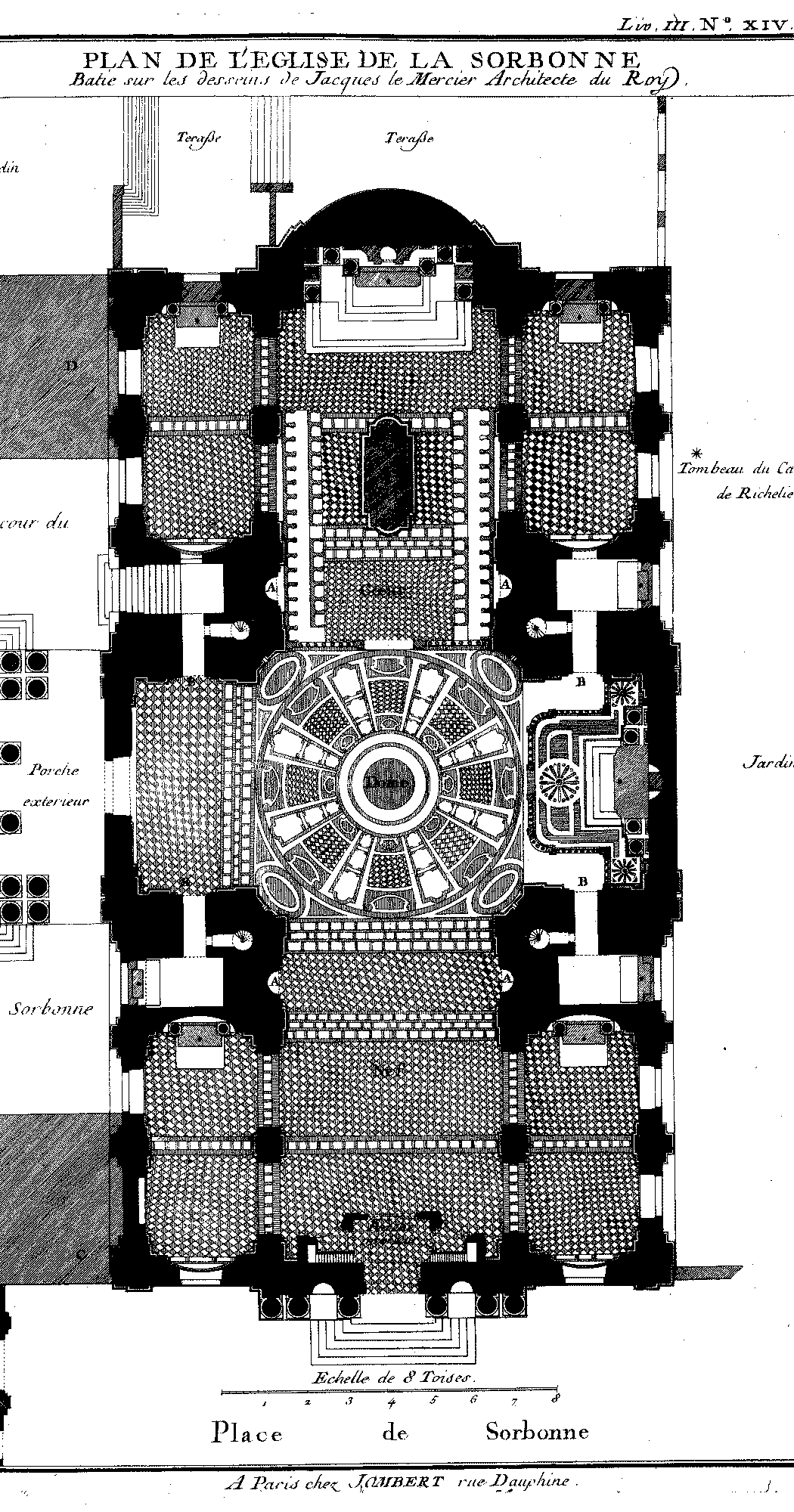
Plan de base de la chapelle.
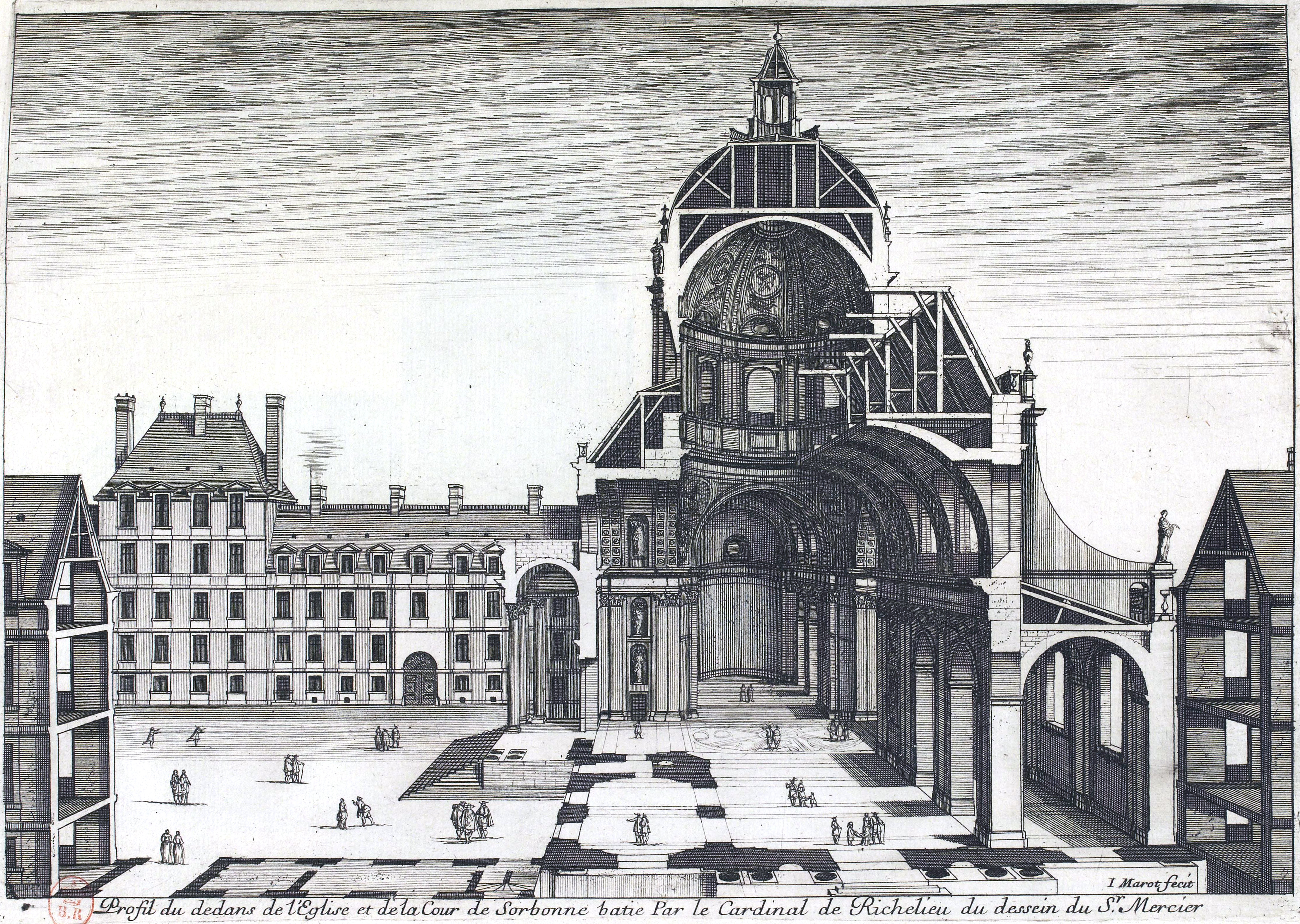
Vue de coupe.
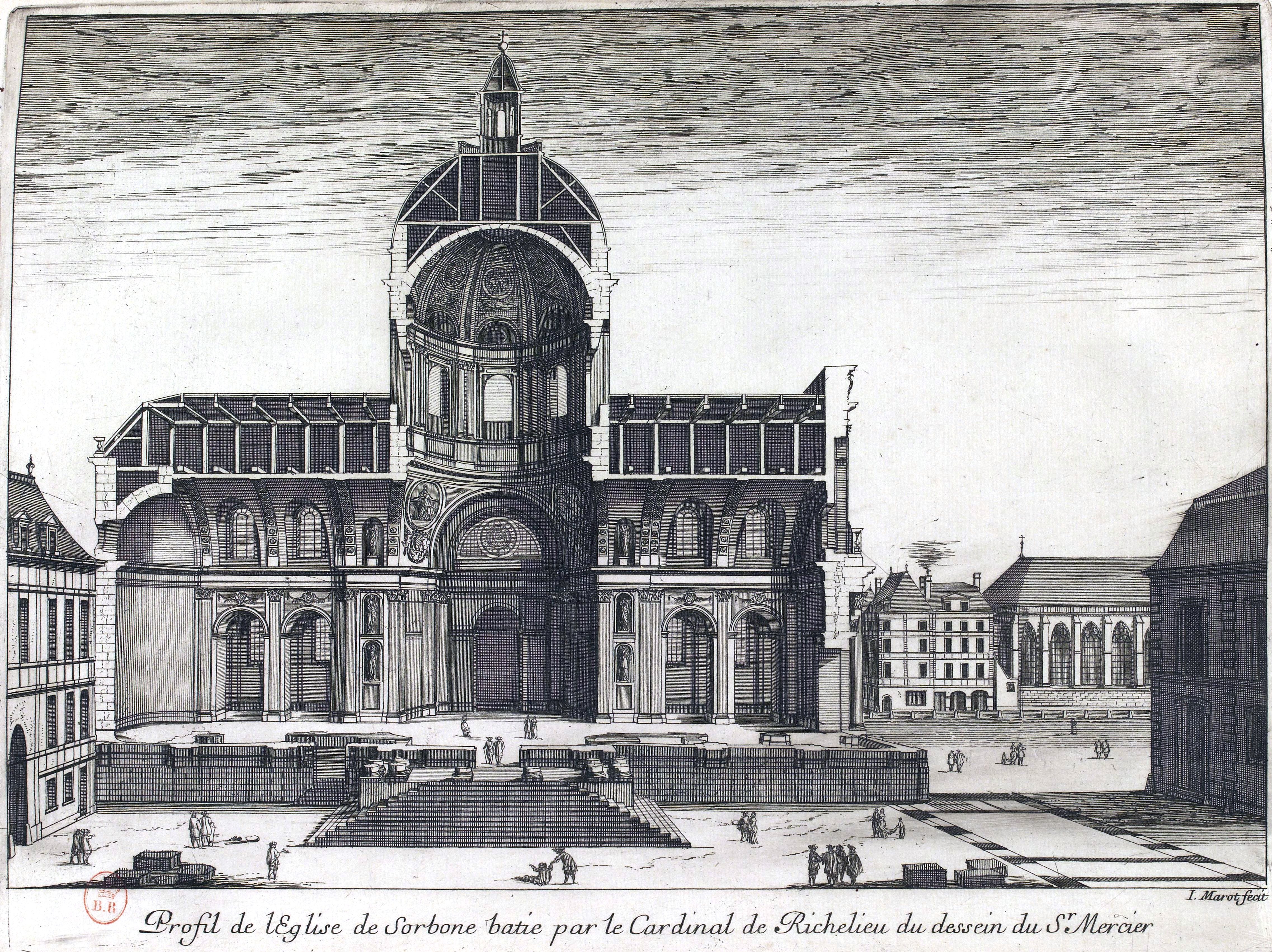
Vue de coupe.

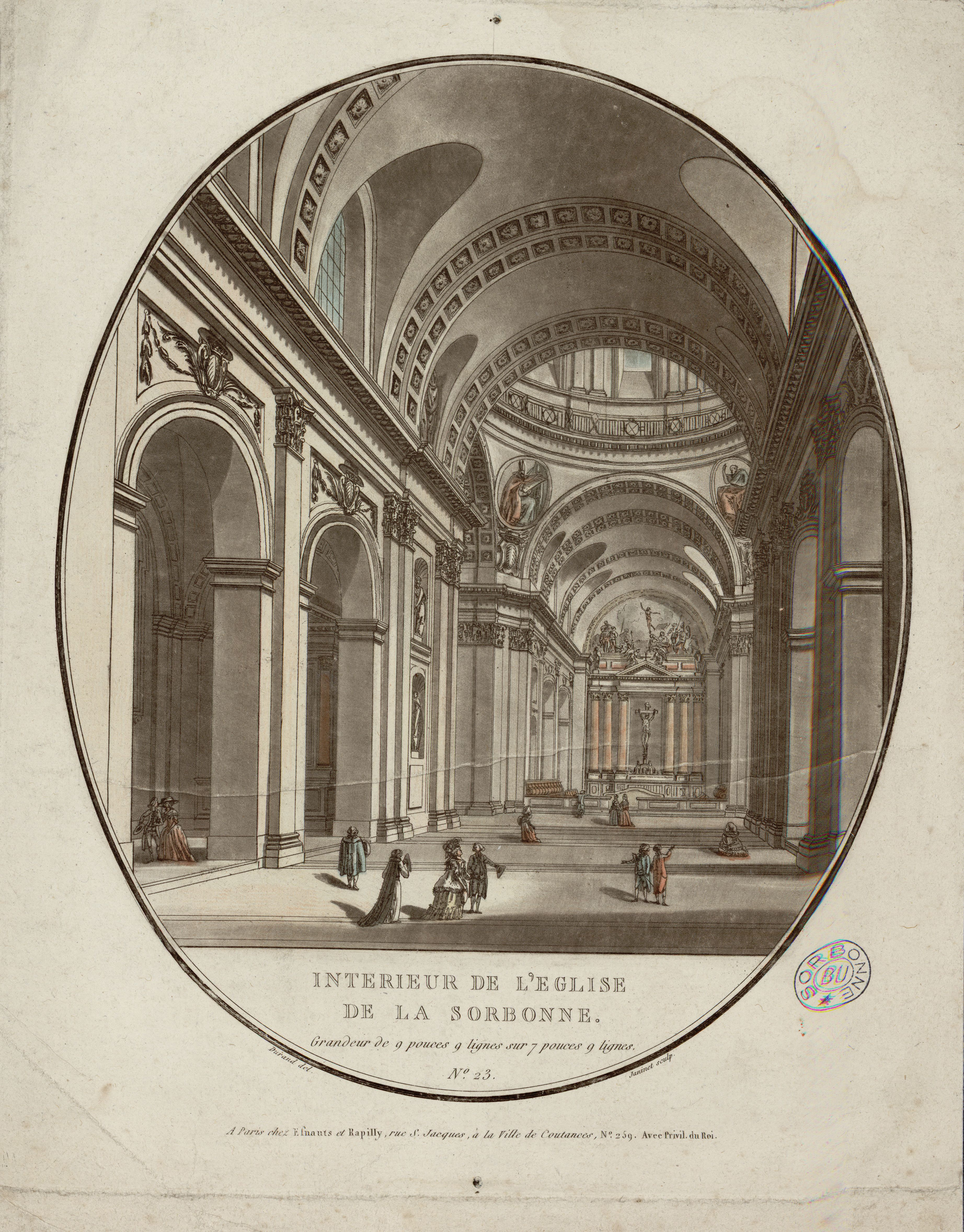
Jean-Nicolas-Louis Durand, Intérieur de l'église de la Sorbonne, 1787 (Bibliothèque interuniversitaire de la Sorbonne, NuBIS).

La chapelle, côté place, domine l'ensemble de la façade du collège. Elle se distingue par ses proportions élégantes, appréciables surtout de loin et sa coupole sur tambour. Elle prolonge et raffine les travaux effectués dix ans auparavant à l'église Saint-Pierre-Saint-Paul de Rueil-Malmaison, commandée par Richelieu au même architecte. Dans la lignée des églises baroques, la façade présente deux rangs de colonnes superposées d'ordre corinthien, et d'ordre composite, bordés à l'étage par deux volutes. Elle est ornée de quatre niches comportant chacune une statue : dans le haut à gauche saint Thomas d'Aquin, à droite, Pierre Lombard en bas, Bossuet à droite et Gerson à gauche. Quatre autres statues prolongent les volutes sur le faîte du rez-de-place, parmi lesquelles on trouve un Moïse et les Saints Pierre et Paul. La fenêtre centrale a été modifiée au XIXe siècle pour incorporer une horloge surmontée des armes du cardinal et tenue par deux muses.
Dès son édification, la nouvelle chapelle emporte l'enthousiasme de la société cultivée. Il s'agit du premier monument d'importance à coupole dans la capitale. On lit les deux façades comme les deux faces de Rome. Le porche à colonnes dans la cour rappelle en effet la Rome antique du Panthéon, tandis que la façade baroque sur la place nouvellement dégagée rappelle la Rome chrétienne de la réforme catholique. Elle reste aujourd'hui considérée comme l'un des chefs-d’œuvre de l'architecture classique française.

Façade ouest
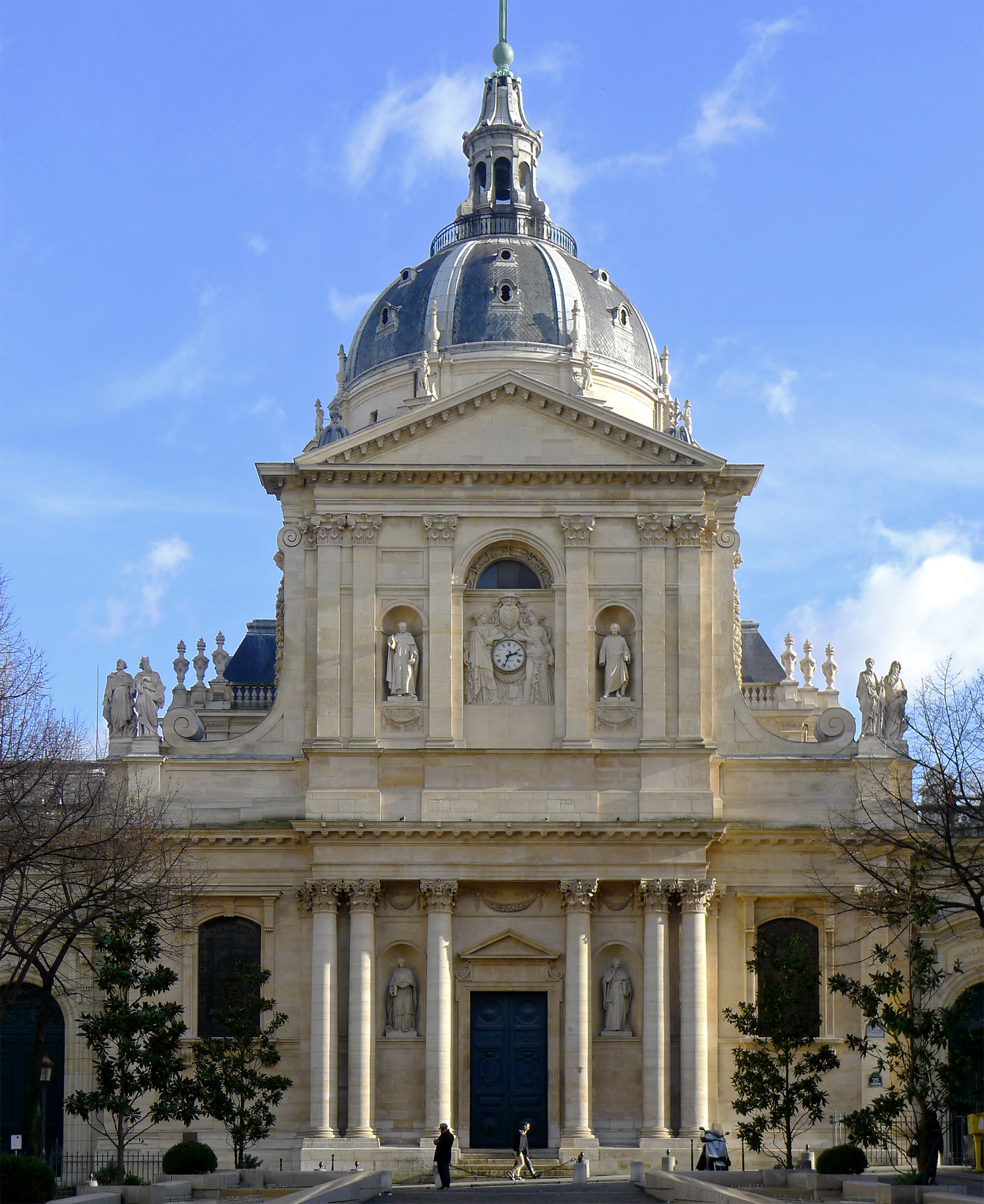
Façade ouest depuis la place de la Sorbonne.
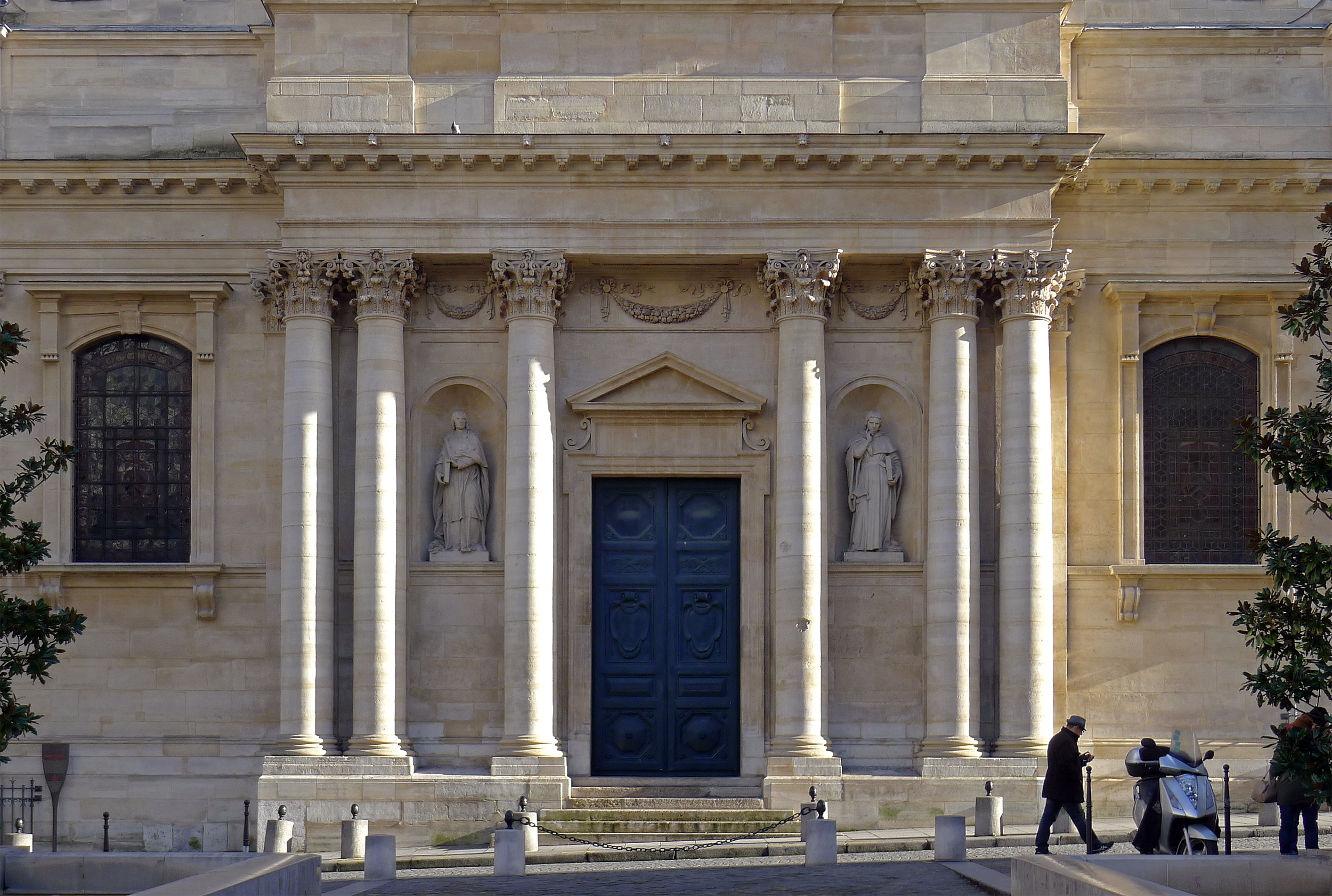
Portique de la façade ouest.
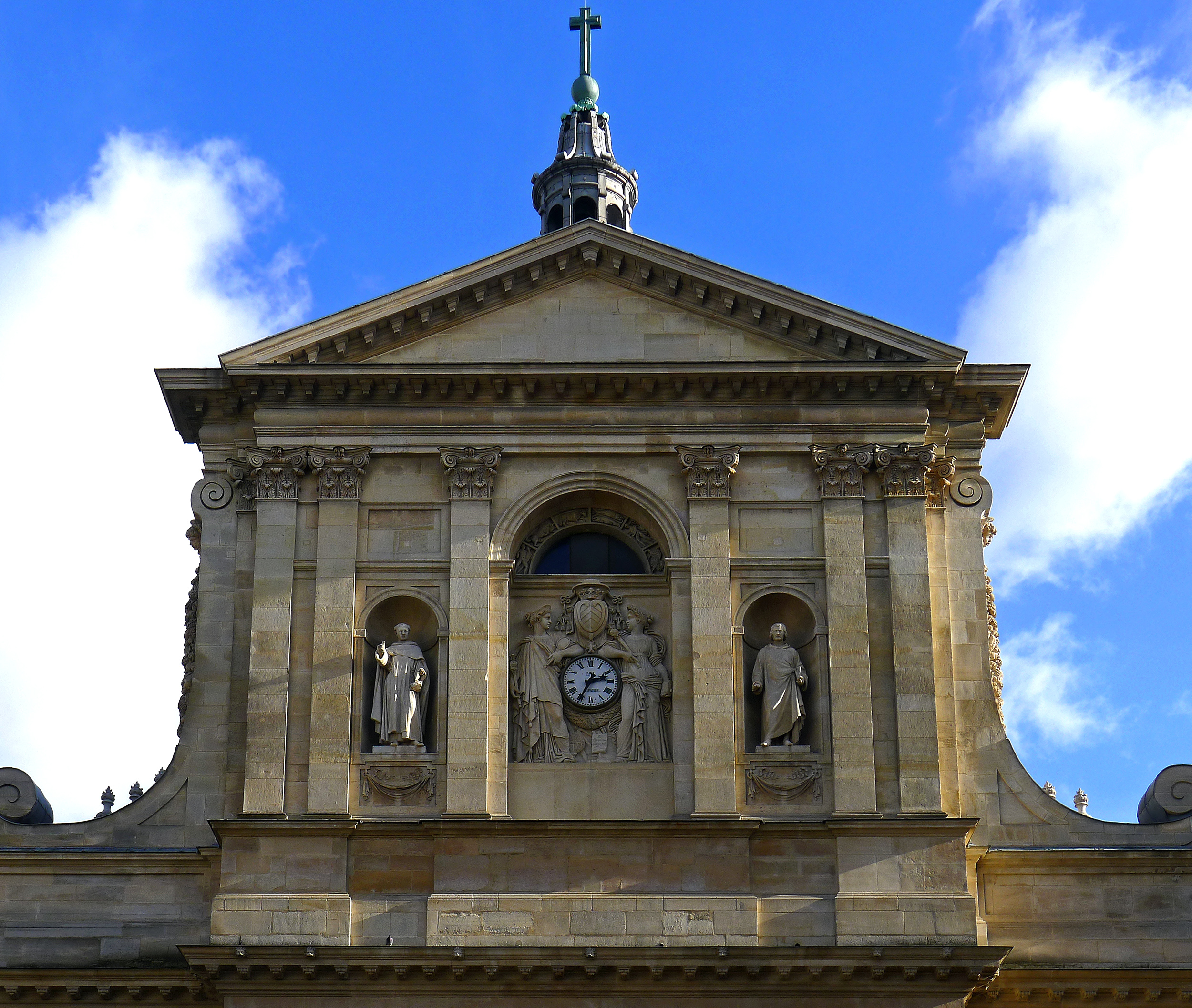
Fronton de la façade ouest.
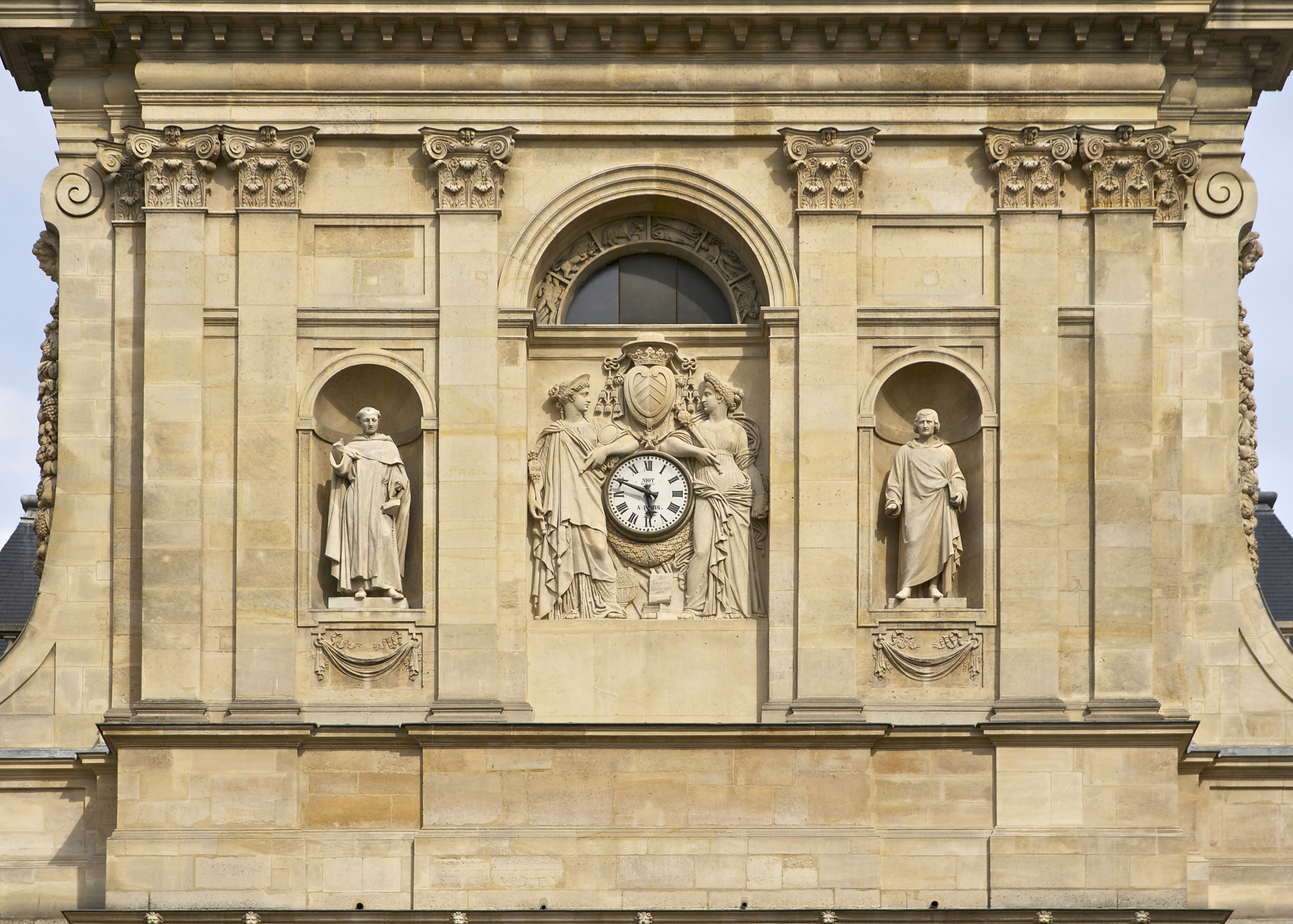
Détail de la façade. À gauche, la statue de Saint Thomas d'Aquin, à droite celle de Pierre Lombard. Au centre, deux statues de muse soutiennent l'horloge, surmontée des armoiries du cardinal de Richelieu.
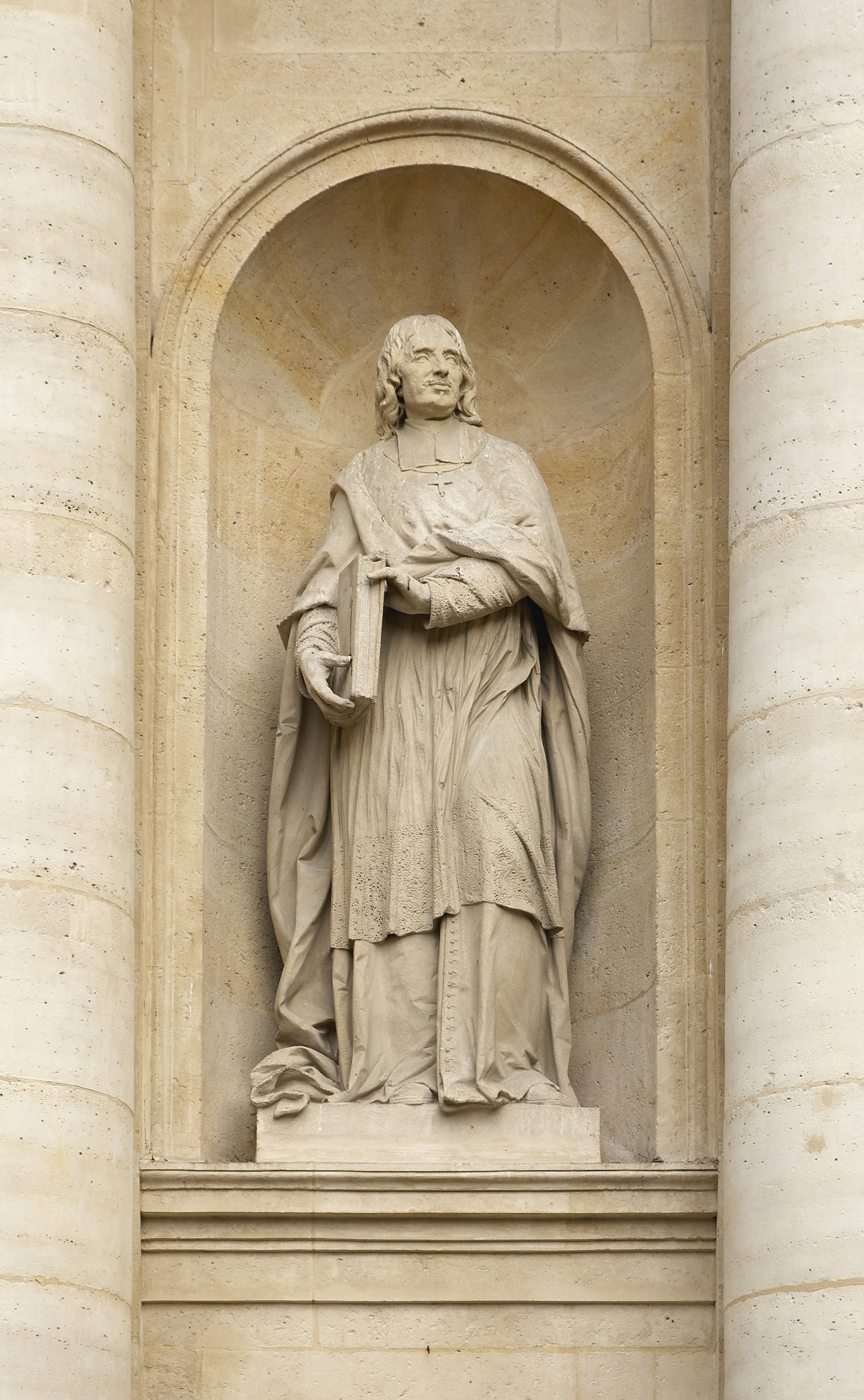
Détail du premier niveau de la façade : statue de Bossuet par Louis-Ernest Barrias (1841-1905).
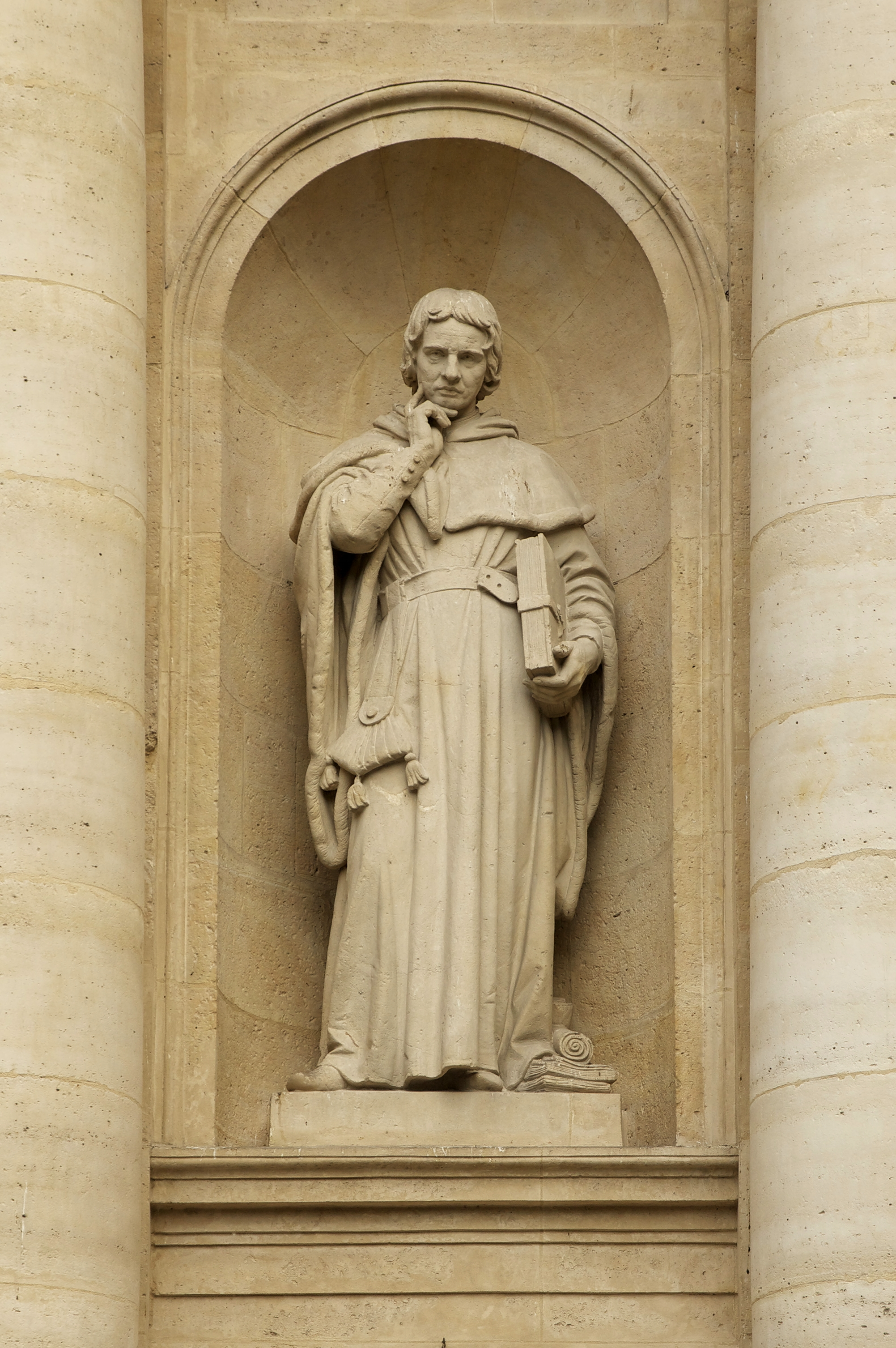
Détail du premier niveau de la façade : statue du chancelier Jean de Gerson par Joseph Félon (1818-1896).

Façade nord
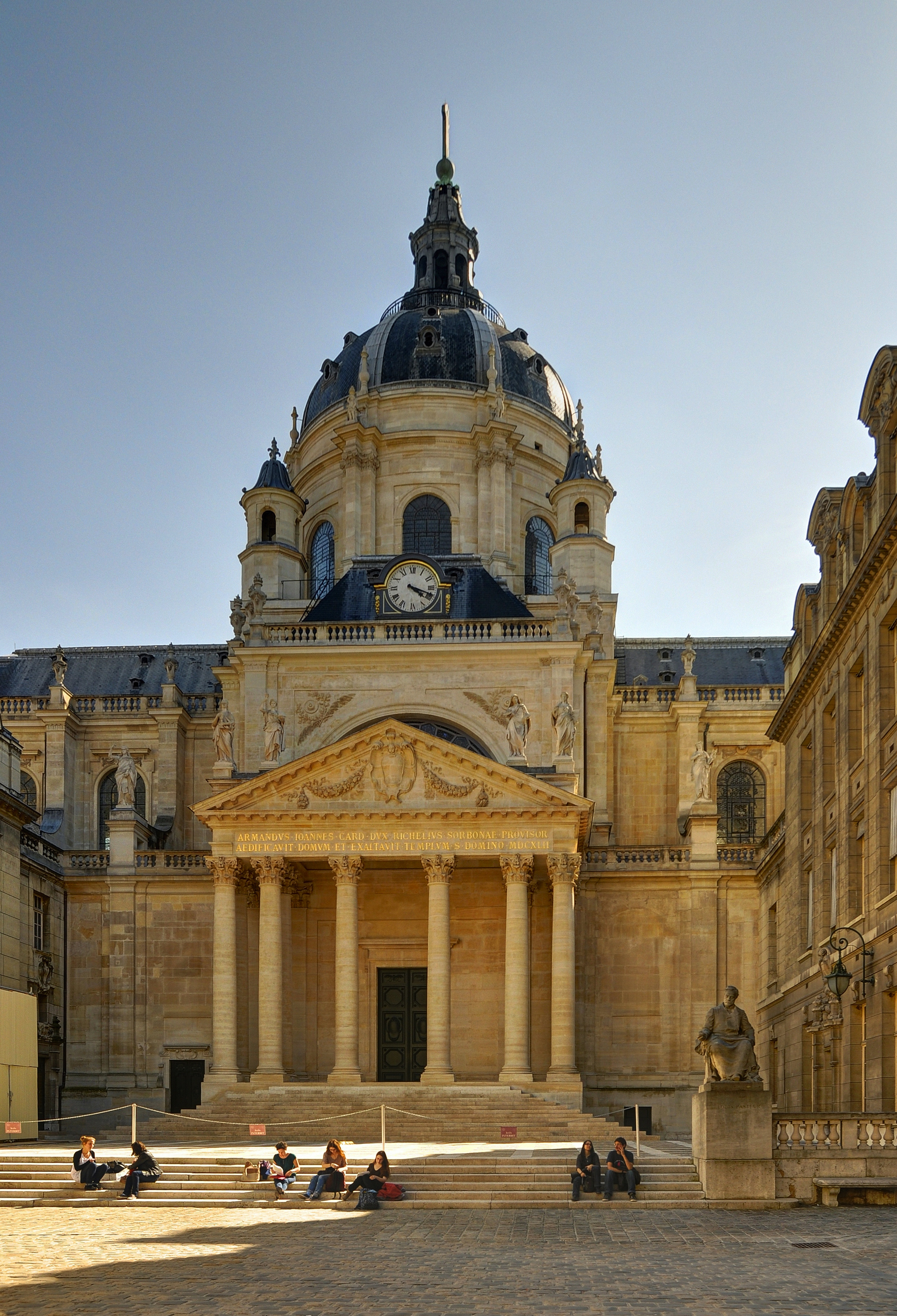
Façade nord, sur la cour d'honneur.
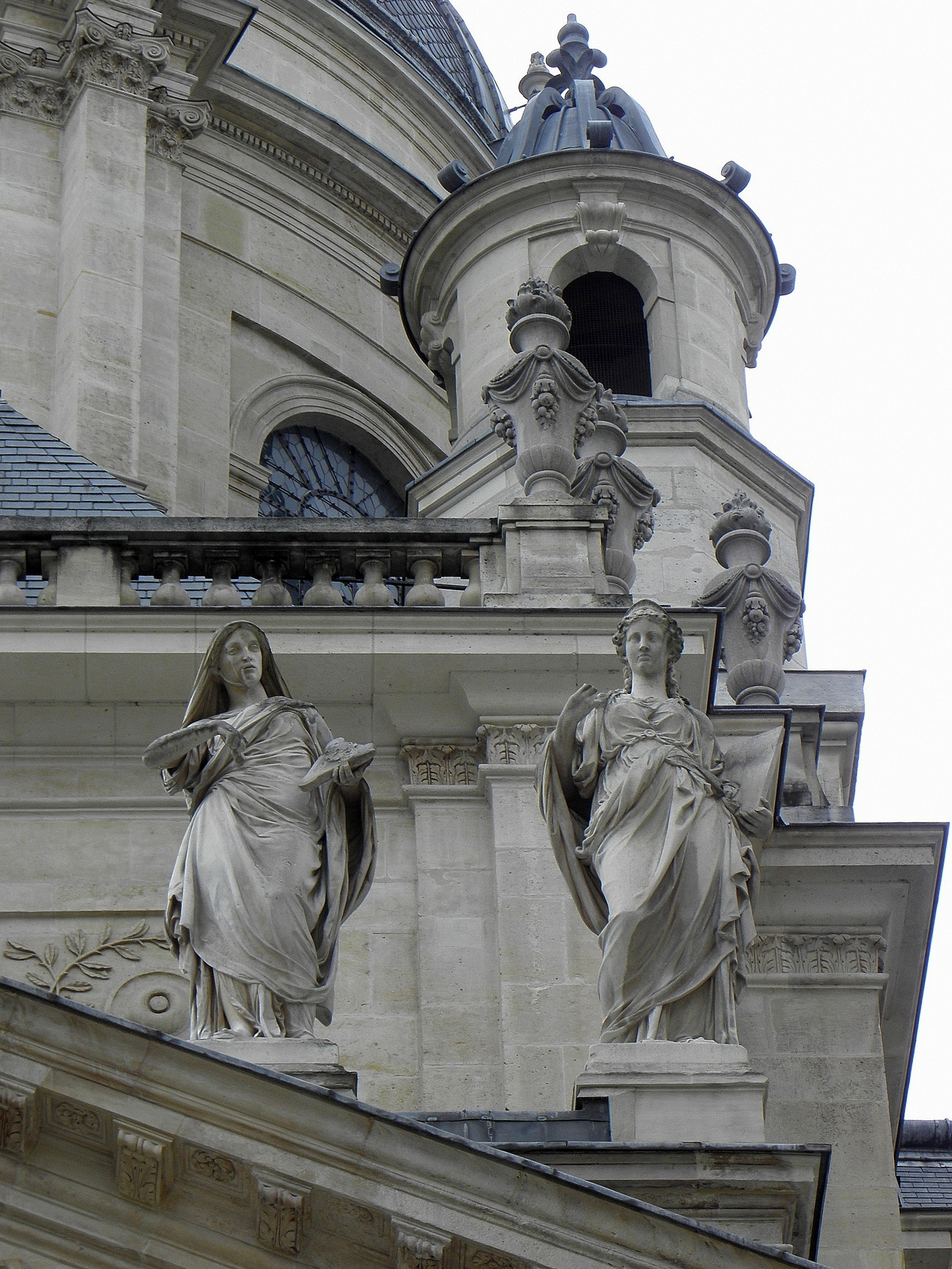
Détail de la façade nord.
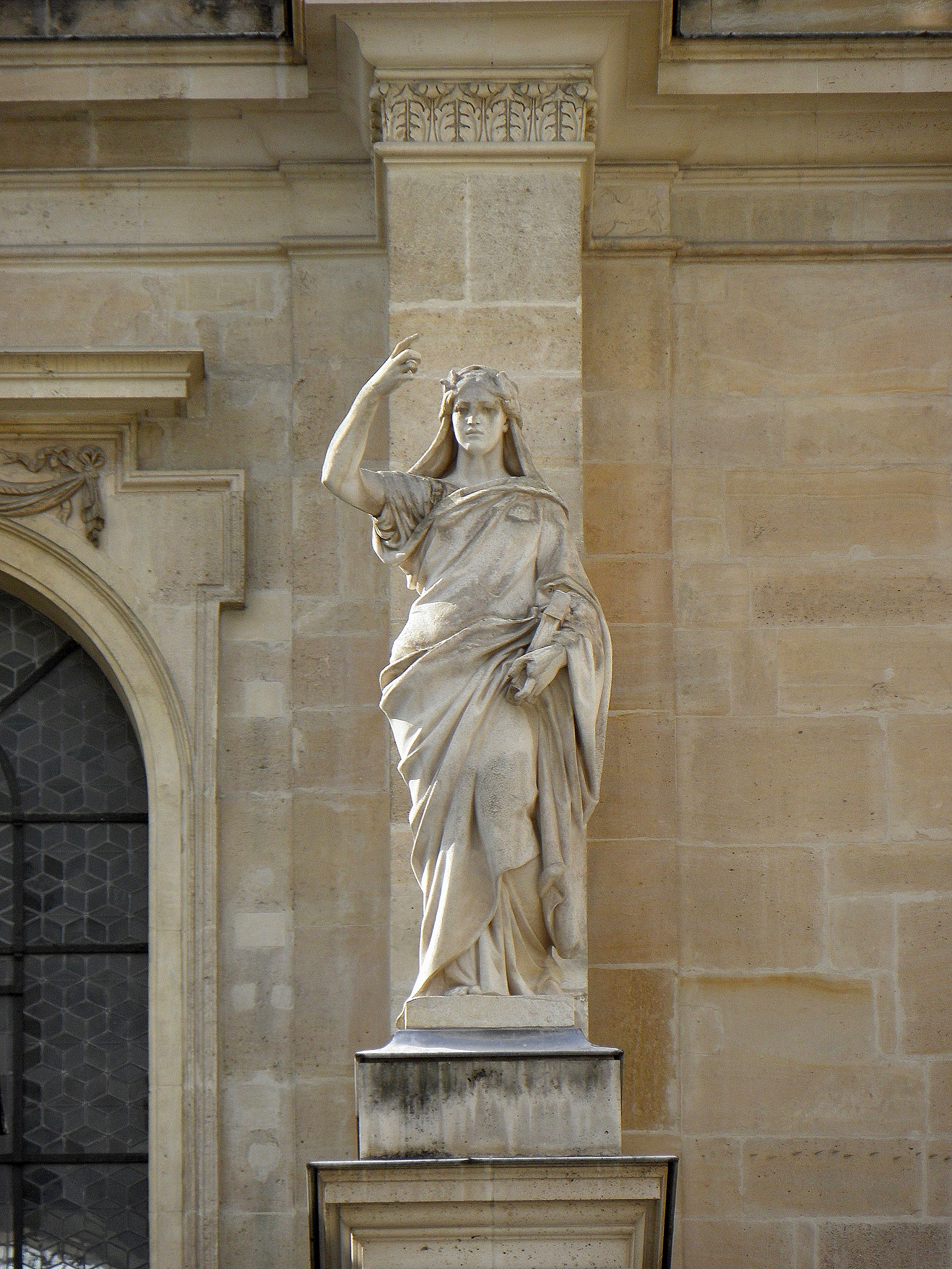
Détail de la façade nord.

### Aménagement intérieur
La décoration intérieure est confiée à Philippe de Champaigne, qui réalise les tableaux, et à François Girardon (1628-1715) pour le tombeau du cardinal. Les stalles sont en chêne dans des coffrages de marbre rouge. L'architecture intérieure est dépouillée, en pierre nue, simplement ornée de pilastres et de moulures que viennent agrémenter des statues dans les niches du premier étage. Le décor peint se limite aux tableaux d'autel et à la voûte. Les quatre pendentifs de la croisée représentaient les quatre évangélistes. Ils ont été modifiés au XIXe siècle pour illustrer les quatre facultés de la nouvelle université de Paris : lettres, sciences, droit et médecine. Selon la tradition, un chapeau de cardinal est suspendu au-dessus du maître-autel, surmonté d'un Christ en croix datant de la Restauration.
Dans le chœur, se trouve le tombeau du cardinal Richelieu par Girardon. À la mort du cardinal, la duchesse d'Aiguillon, son héritière, prend en charge ses dernières volontés. Elle commande un tombeau monumental qui ne sera achevé qu'en 1694, le corps de Richelieu étant déposé dans une crypte sous le cénotaphe. Il se compose d'une vasque de marbre blanc sur laquelle repose le corps du cardinal soutenu par une figure de la Religion. À ses pieds, se trouve la figure de la Science qui le pleure également. Le monument a été plusieurs fois déplacé dans l'église, et a retrouvé sa place d'origine entre les stalles, le cardinal faisant face à l'autel. Comme le veut la tradition, un chapeau de cardinal est suspendu au-dessus du tombeau.
Au-dessus du porche sur le parvis, se trouve le seul orgue non modifié du facteur Paul Dallery, construit en 1825 sous la direction de son père François, successeurs de la dynastie Clicquot. Dans un style classique français, il est considéré comme un exceptionnel témoignage de la facture d'orgues du début du XIXe siècle. Livré en 1825, il a accueilli plusieurs maîtres de chapelle prestigieux comme Alexandre-Étienne Choron et Félix Clément. Faute d'utilisation et d'entretien depuis 1885, il n'est plus jouable et se trouve même dans un état de délabrement ; des tubes sont régulièrement volés ou dégradés, notamment lors des installations temporaires et à chaque épisode d'occupation de la Sorbonne.

#### Peinture et statuaire
- Jean-Joseph Weerts, Pour l’humanité, pour la patrie, pour la France, soldat de Dieu, 3,85 × 2,40 m, huile sur toile[3].

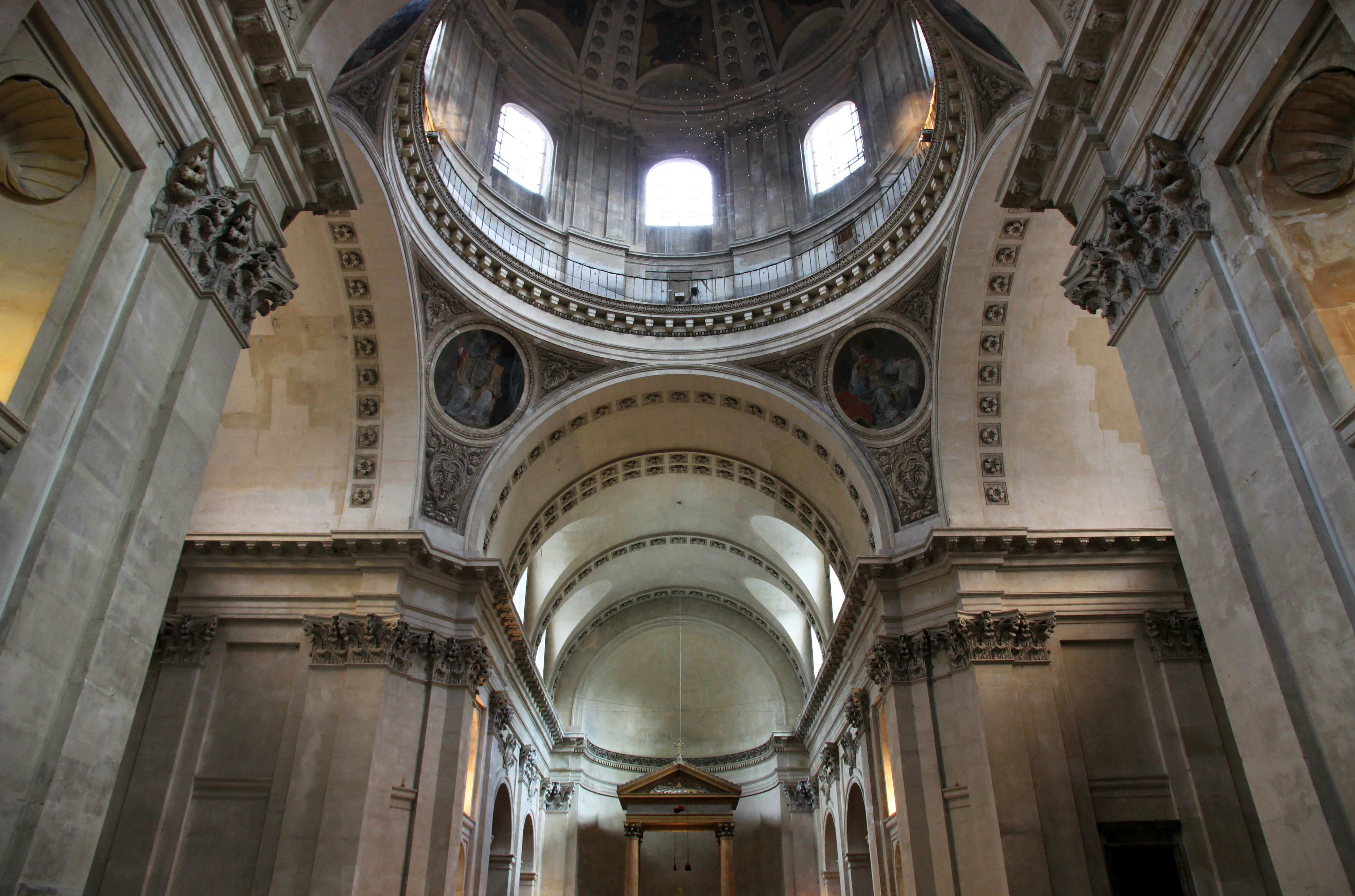
Intérieur de la chapelle.
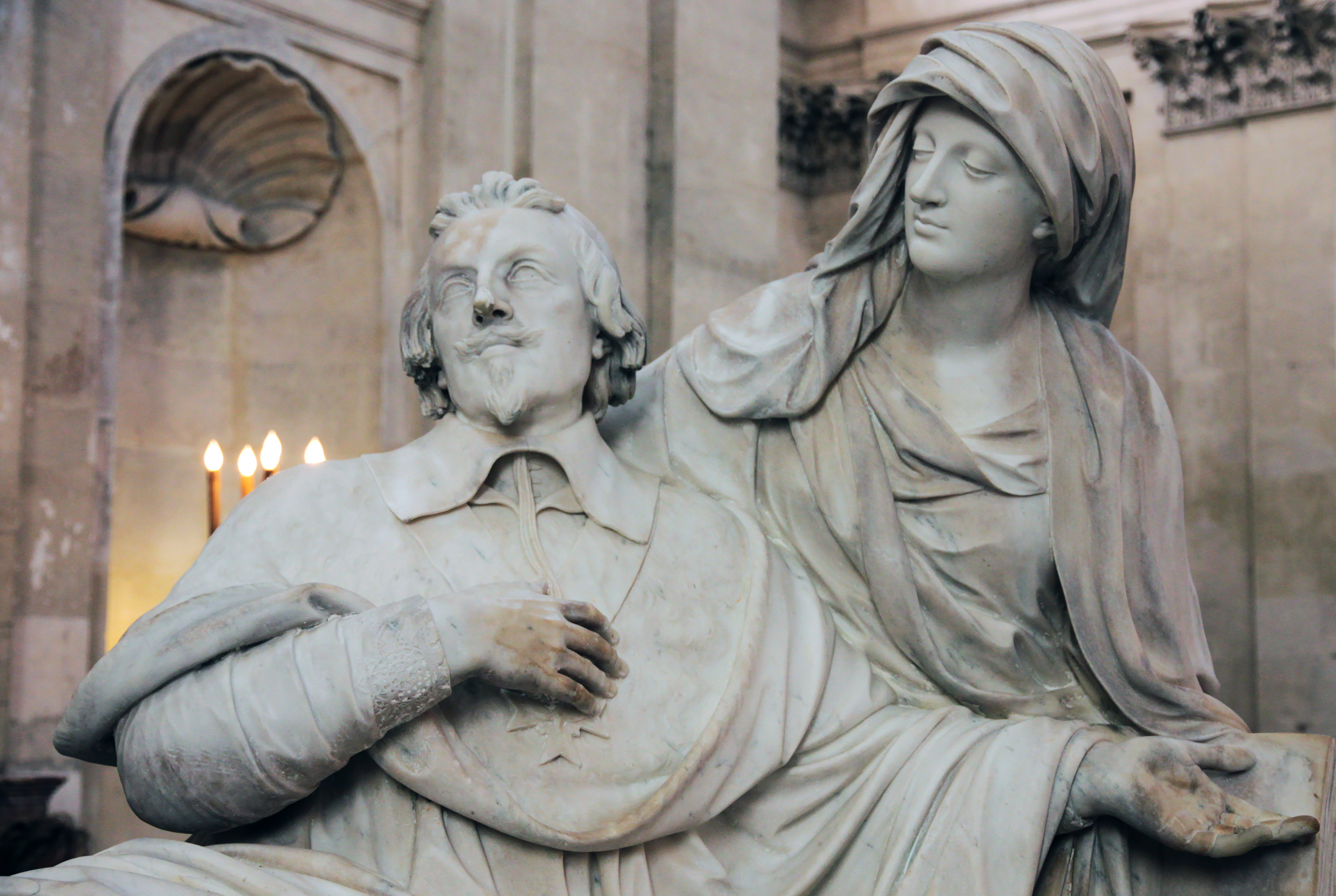
François Girardon, Cénotaphe du cardinal de Richelieu, détail.
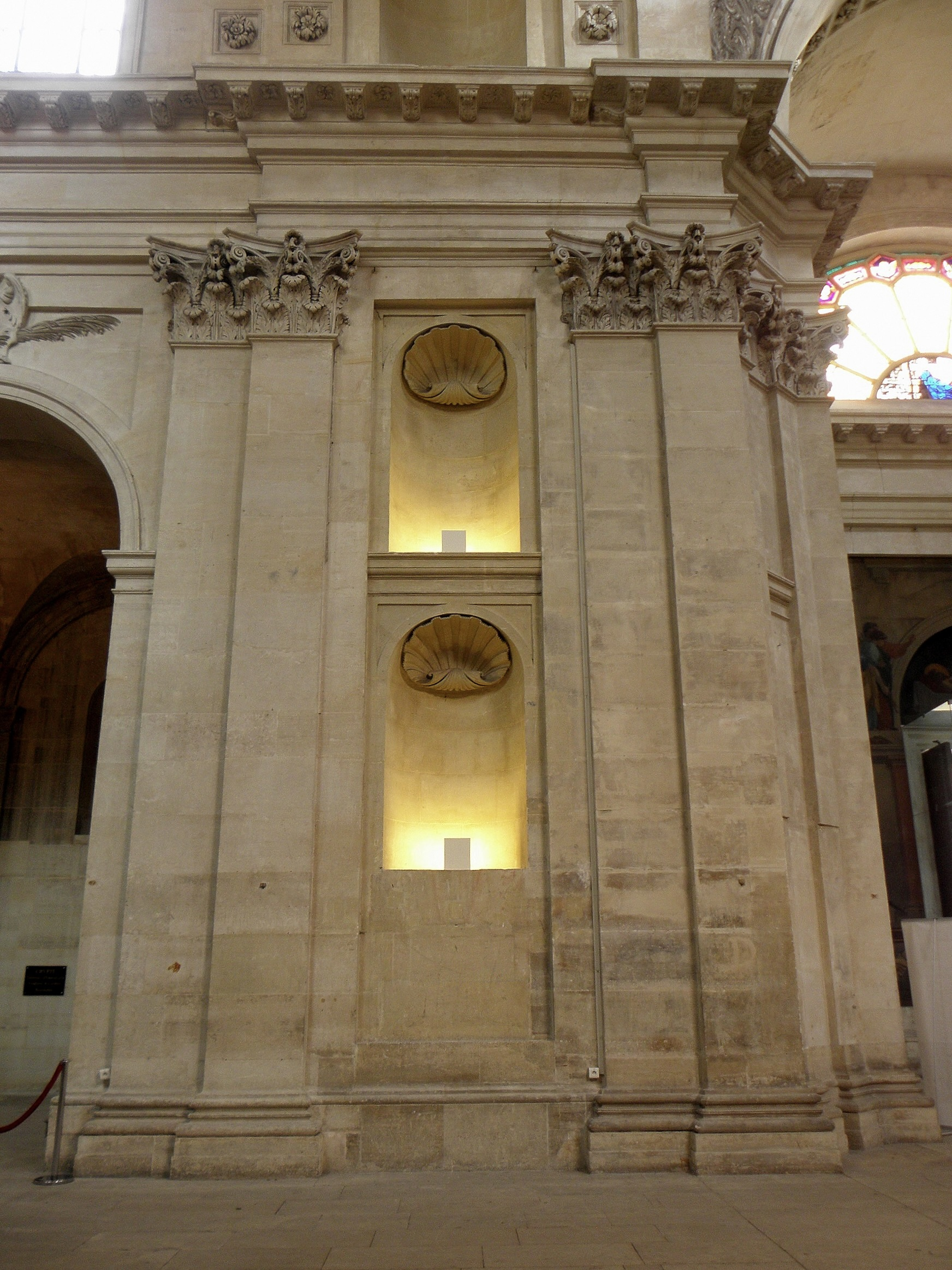
Détails des pilastres.
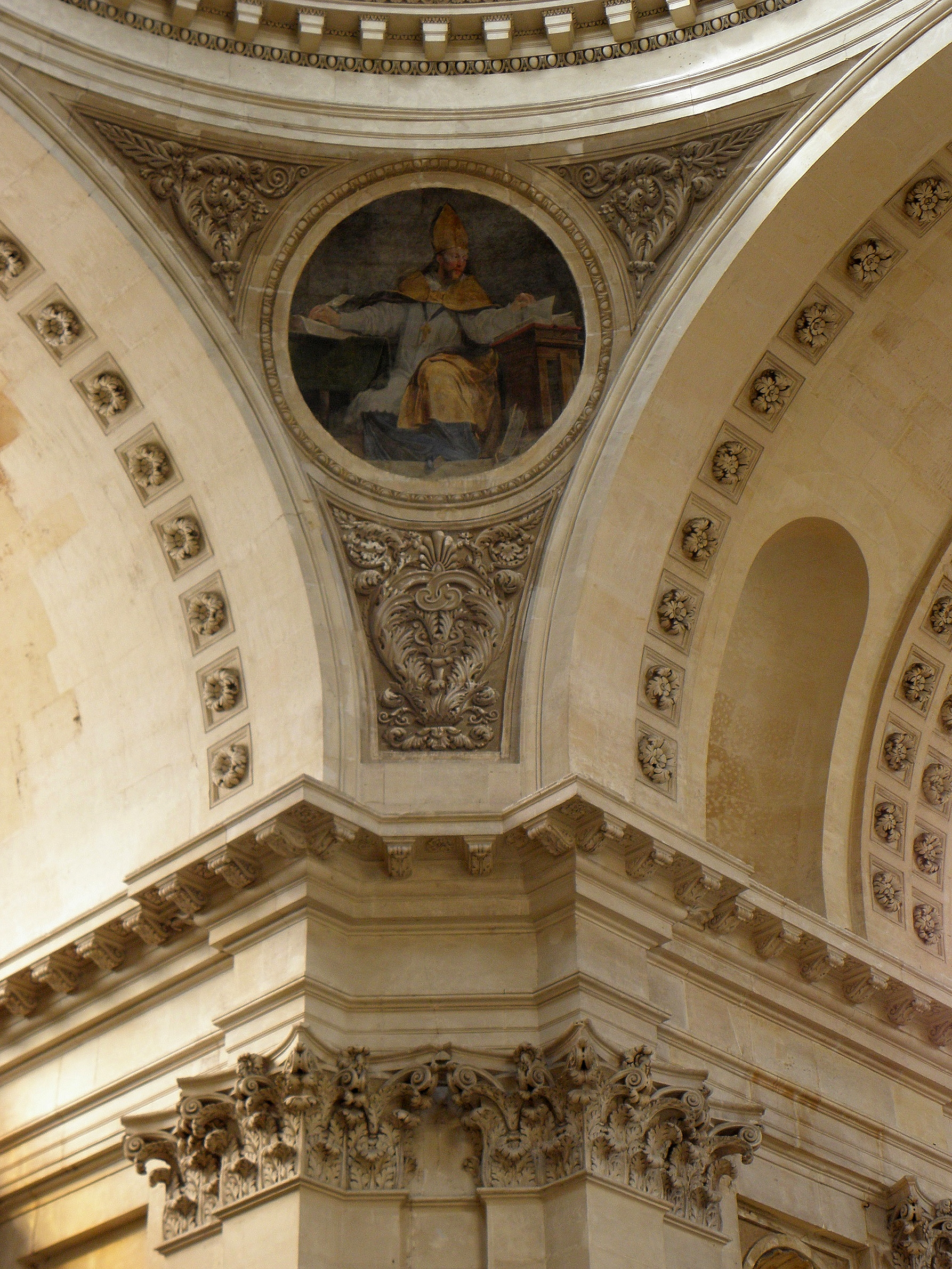
Philippe de Champaigne, Saint Augustin, détail des pendentifs de la coupole.
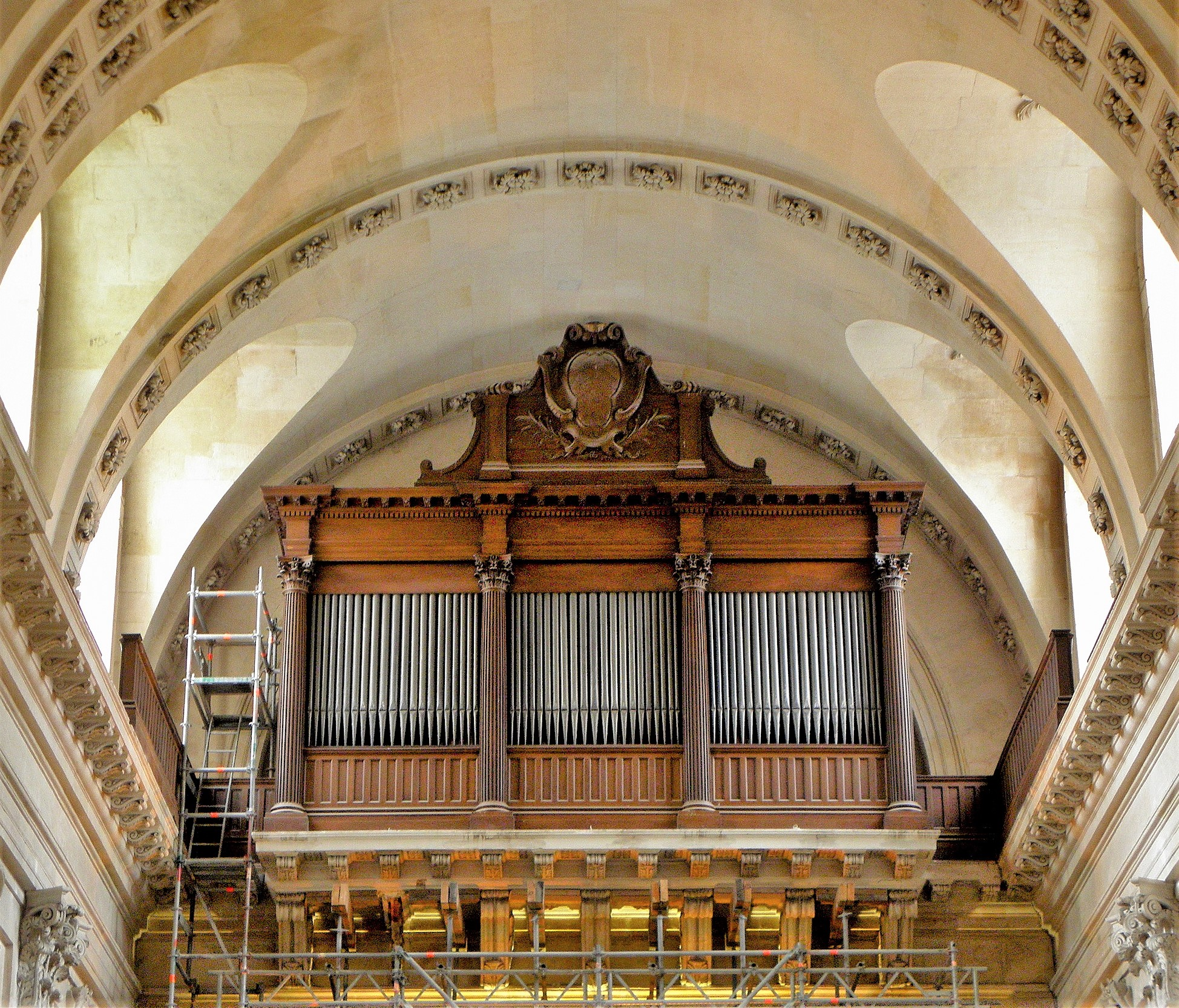
Orgue de la chapelle (1825), au dessus de l'entrée ouest.

#### Composition de l'orgue
| Grand Orgue, 54 notes (Ut1-Fa5) | Grand Orgue, 54 notes (Ut1-Fa5) | Positif, 54 notes (Ut1-Fa5) | Positif, 54 notes (Ut1-Fa5) | Récit, 33 notes (La2-Fa5) | Récit, 33 notes (La2-Fa5) | Pédale, 22 notes (Sol0-Mi2) | Pédale, 22 notes (Sol0-Mi2) |
| Flûte (Fa#2)                    | 8′                              | Flûte (Ut3)                 | 8′                          | Bourdon                   | 8'                        | Flûte (Ut1)                 | 8'                          |
| Prestant                        | 4'                              | Prestant                    | 4'                          | Cornet                    | IV                        | Flûte (Ut1)                 | 4'                          |
| Bourdon-Flûte                   | 8′                              | Bourdon                     | 8′                          | Hautbois                  | 8′                        | Trompette                   | 10                          |
| Nasard                          | 2 2/3'                          | Nasard                      | 2 2/3'                      |                           |                           | Clairon                     | 5                           |
| Trompette                       | 8′                              | Doublette                   | 2′                          |                           |                           |                             |                             |
| Clairon                         | 4′                              | Tierce                      | 1 3/5'                      |                           |                           |                             |                             |
| Voix humaine                    | 8′                              | Trompette                   | 8′                          |                           |                           |                             |                             |
|                                 |                                 | Cromorne                    | 8′                          |                           |                           |                             |                             |
|                                 |                                 | Plein-jeu                   | V                           |                           |                           |                             |                             |

## Devenir du monument

### Utilisation cultuelle
Durant les siècles précédant la Révolution française, le monument a servi aux services religieux du collège de Sorbonne. En application du testament du cardinal de Richelieu, une messe annuelle de requiem était également célébrée. Durant la période de fermeture de la Sorbonne, entre 1793 et 1808, la chapelle est désaffectée. Elle est rendue au culte en 1822, à l'initiative du duc de Richelieu, alors ministre des Affaires étrangères. En 1828, sa sœur fait une donation de 10 000 francs pour le rétablissement de la messe annuelle, qui est à nouveau suspendue en 1848.
Le culte est à nouveau rétabli en 1853, sous la tutelle du doyen de la faculté de théologie, Henry Maret, rapidement surnommé l’« évêque de la Sorbonne ». Suivant les débats du siècle, le culte en Sorbonne est sujet à une violente controverse. La chapelle est finalement fermée au culte en décembre 1906, en application de la loi de séparation des Églises et de l'État. Une tolérance de fait s'instaura néanmoins, permettant la tenue d'une messe hebdomadaire pendant l'entre-deux-guerres. En 1921, le conseil de l'université de Paris décide de faire célébrer annuellement au mois de décembre une messe anniversaire à l'intention du cardinal de Richelieu. Cette célébration est l'exécution d'un accord passé en 1646 entre les autorités de la Sorbonne et la duchesse d'Aiguillon.
À nouveau complètement rendue au culte pendant le régime de Vichy, au profit de l'administrateur diocésain Jean Rupp, la Libération change la donne. Le nouvel aumônier, Maxime Charles, tentant de profiter de la situation précédente, fit célébrer sans autorisations plusieurs cérémonies fastueuses qui lui valurent l'opposition du recteur Gustave Roussy. Le conflit fut finalement tranché par le tribunal administratif de Paris en 1957, par la désaffectation presque totale de la vocation cultuelle de l'édifice. En 1969, le recteur Robert Mallet, à la suite des événements de mai 1968 et de l'application de la loi Faure, fait annuler la messe anniversaire. Pour autant, elle continue d'avoir lieu jusque dans les années 1980. Le délabrement de l'édifice, puis les travaux et son utilisation comme entrepôt pendant la campagne de mise en sécurité de la Sorbonne ont rendu impossible de nouvelles célébrations.

### Vicissitudes

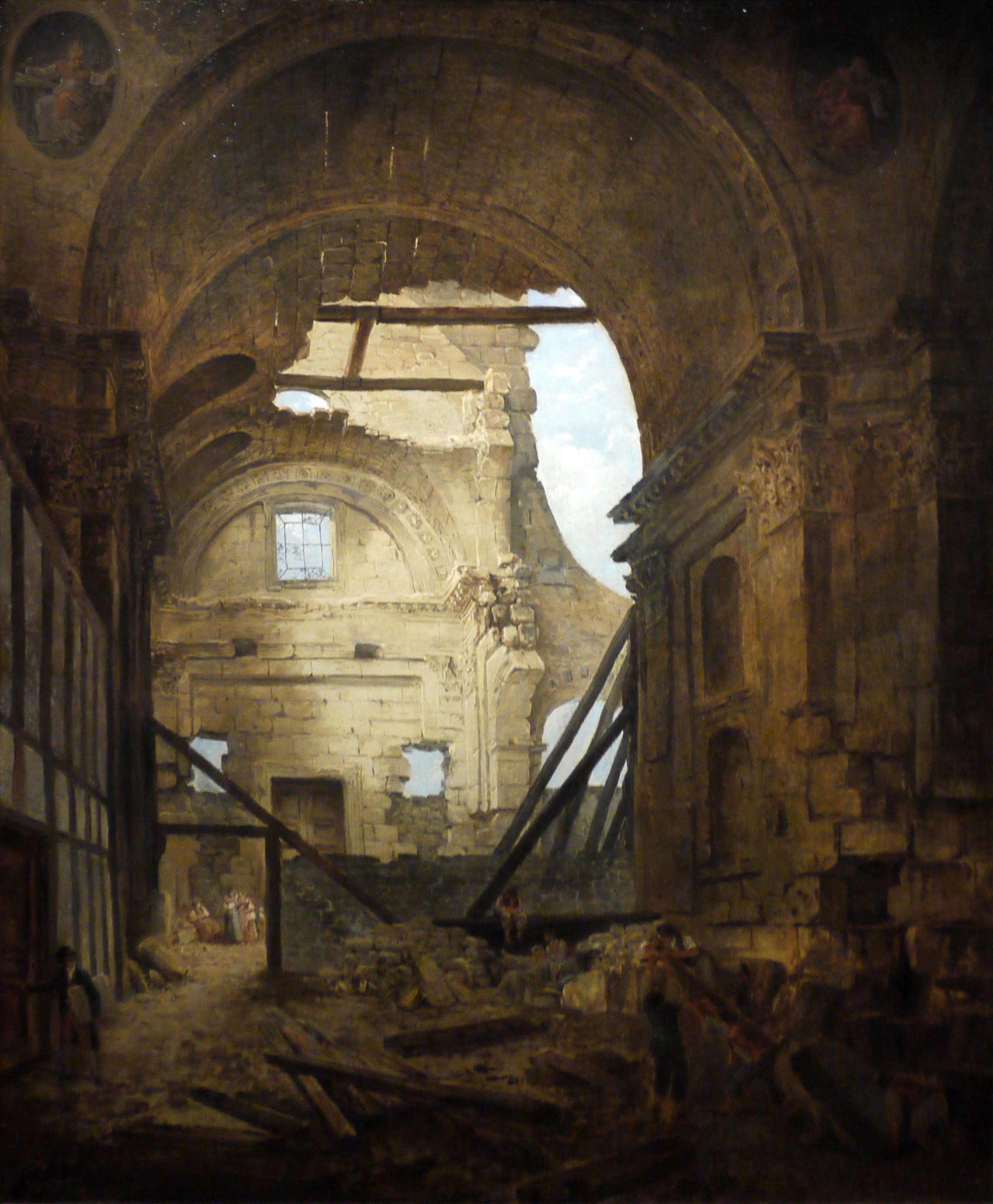
Hubert Robert, L'Église de la Sorbonne en ruine (vers 1800), Paris, musée Carnavalet.

Lors de la Révolution, la chapelle de la Sorbonne est désaffectée en 1793 et saccagée au cours du mois de décembre 1794. Les sépultures sont profanés : le souvenir de la politique fiscale de Richelieu est si fort que la population parisienne se rue à la Sorbonne pour se venger de ce symbole de ce que l'absolutisme connut de plus féroce. Le tombeau du cardinal est vandalisé (le nez en est brisé), et son corps, sorti de la crypte est démembré. Seule sa tête sera préservée en deux parties, avant d'être replacée au XIXe siècle. Plusieurs fois exhumée, elle a été replacée solennellement en 1971, en même temps qu'une plaque commémorative. La cinquantaine de cercueils trouvée dans la crypte est vidée par les révolutionnaires et les ossements jetés en vrac dans un caveau. Les œuvres sont dispersées ou détruites, si bien que la chapelle ne contient désormais quasiment plus aucune décoration.
Au XIXe siècle, on envisage successivement de la transformer en amphithéâtre, de la diviser en salles, ou même de la détruire. Elle n'est plus utilisée que pour des expositions ou des concerts, et se dégrade progressivement au cours du XXe siècle. La chapelle de la Sorbonne fait l’objet d’un classement au titre des monuments historiques depuis le 10 février 1887. La tempête de 1999 endommage une partie des structures, si bien qu'elle est fermée dans le cours des années 2000, pour des raisons de sécurité. En 2004, une campagne de restauration est entreprise conjointement par l'État et la Ville de Paris pour consolider les structures. Les travaux se sont achevés à l'été 2010. À peine les échafaudages retirés, l'édifice a cependant été transformé comme espace de stockage en raison de la campagne de mise en sécurité du complexe de la Sorbonne.
Le 16 novembre 2023, pour tenter de remédier à la désaffection de la chapelle, une Association pour le rayonnement de la chapelle de la Sorbonne (ARCS) est créée par un groupe d'étudiants et de professeurs de l'université,,.

### Nécropole

#### Les Richelieu
En plus des personnages déjà enterrés dans la crypte de la première chapelle, l'édifice reconstruit par Lemercier servit principalement de sépulture aux Richelieu. En tenant compte des dispersions de l'époque révolutionnaire, on y trouve donc, en théorie, tout ou partie des ossements des personnalités ci-dessous.

##### Dans le chœur
- Armand Jean du Plessis de Richelieu, fondateur (inhumé en 1642).

##### Dans la crypte
- Armand Jean de Vignerot du Plessis, second duc de Richelieu.
- Louis François Armand de Vignerot du Plessis de Richelieu, maréchal, troisième duc de Richelieu.
- Armand-Emmanuel du Plessis de Richelieu, cinquième duc de Richelieu, ministre de Louis XVIII.
- Marie-Antoinette de Galiffet, épouse du quatrième duc.
- Armande Marie-Antoinette de Vignerot du Plessis de Richelieu, marquise de Montcalm, sœur du cinquième duc.
- Armande Simplicie Gabrielle de Vignerot du Plessis de Richelieu, marquise de Jumilhac, demi-sœur du cinquième duc.
- Armand François Odet de La Chapelle de Saint-Jean de Jumilhac, sixième duc.
- Marie Odet Richard Armand de La Chapelle de Saint-Jean de Jumilhac, septième duc.
- Marie Odet Jean Armand de La Chapelle de Saint-Jean de Jumilhac, huitième et dernier duc, mort à New York et enterré en 1952 dans la crypte.

Le 22 août 1972 meurt à Paris la duchesse Elinor de Richelieu, née Douglas Wise, d'origine américaine. Le recteur Robert Mallet se dit prêt, conformément à la tradition, à autoriser son inhumation dans la crypte de la chapelle de la Sorbonne, mais cette option n'est pas retenue par les héritiers américains de la duchesse. En effet, le duc et la duchesse n'avaient pas de postérité ; le titre s'est donc éteint.

#### Les morts pour la France
D'autres personnages liés à l'histoire de la Sorbonne sont également déposés sous l'église : 
- douze morts pour la France durant la Seconde Guerre mondiale choisis par la FEN, dix maîtres et deux élèves (déposés le 11 novembre 1947) ; 
  - Jean Cavaillès, mathématicien, chevalier de la Légion d'honneur, compagnon de la Libération, médaille de la Résistance, Croix de guerre 1939-1945 (déposé depuis 1946) ;
  - Joseph Rollo (1891-1945), instituteur, résistant, déporté ;
  - Georges Lapierre (1886-1945), instituteur, résistant, déporté ;
  - Raymond Deken[10] (1910-1944), professeur au collège technique de Lille, résistant ;
  - Marie-Louise Zimberlin, professeur au lycée La Prat' de Cluny, déportée ;
  - Edmond Lackenbacher, professeur au lycée Louis-le-Grand, mort au champ d'honneur ;
  - Stéphane Piobetta, professeur au lycée Voltaire, résistant ;
  - Fernand Holweck, physicien, résistant ;
  - Paul Reiss, professeur à la faculté de médecine de Strasbourg, résistant ;
  - Raoul François, professeur au collège moderne d'Arras, résistant ;
  - Louis Boilet (1924-1944), étudiant ;
  - Jean Gay (1923-16 août 1944), étudiant ;
- les cendres de quatre des Cinq Martyrs du lycée Buffon, déposées dans une urne commune en 1952[11] : 
  - Jean-Marie Arthus, 15 ans en 1940 ;
  - Pierre Benoît, 15 ans en 1940 ;
  - Pierre Grelot, 17 ans en 1940 ;
  - Lucien Legros, 16 ans en 1940.